# Guldgubbe

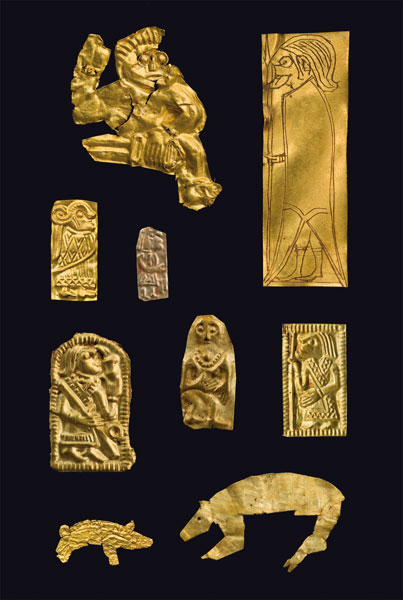
Guldgubber aus Sorte Muld auf Bornholm, 6. Jahrhundert n. Chr.

Guldgubbe (schwedischer  Plural guldgubbar, dänischer Plural guldgubber; norwegisch gullgubbe) bedeutet „Goldmännchen“. Es handelt sich um ein bis zwei Zentimeter große Figuren aus Goldblech, deren Fundorte auf den skandinavischen Raum beschränkt sind, wo sie an 30 Orten gefunden wurden. Wegen der gut ausgeführten Motive stehender Menschen haben die Fundstücke der ältesten Toreutik des Nordens früh Aufmerksamkeit erregt. Welchem Zweck die Goldmännchen dienten, ist umstritten.

## Name
Ihre Benennung folgt einer im Jahre 1791 veröffentlichten Abhandlung des schwedischen Altertumsforschers Niels Henrik Sjöborg (1767–1838), in der es heißt, dass die Bauern in Ravlunda bei Kivik (Schonen) in den Dünen immer wieder kleine Goldbleche fanden, die sie guldgubbar nannten. Sjöborg übernahm die Bezeichnung der Bauern.

## Fundorte
Die rund 3.000 Fundstücke verteilen sich recht ungleichmäßig über so genannte Reichtumszentren. Sieben Fundorte liegen in Norwegen (bei Bryne), zwölf in Schweden und elf in Dänemark, darunter Gammel Lundeborg sowie zwei Fundplätze in Jütland und sechs auf Bornholm. Hier wurde die überwiegende Mehrzahl der Exemplare gefunden, am Fundort „Sorte Muld“ allein bislang 2.594 Figürchen.
Die zahlreichsten schwedischen Funde stammen aus Uppåkra bei Lund, Slöinge (in Halland), Västra Vång bei Ronneby (in Blekinge), Helgö im Mälarsee und aus der Burg Eketorp auf Öland. In Norwegen gab es Funde in Vingrom bei Lillehammer, bei der Kirche von Mære in Steinkjer (Trøndelag) und bis hinauf nach Borg (Lofoten).

## Datierung
Offenbar entstanden die ersten Goldblechfigürchen in der Germanischen Eisenzeit (ab ca. 375) und wurden bis in die Wikingerzeit (bis 1066) weiterverwendet. In der Vendelzeit (550–800 n. Chr.) scheint die Herstellung ihren Höchststand erreicht zu haben.
Die Helgöbleche lagen verstreut auf dem Jahrhunderte hindurch bewohnten Platz, so dass sie keinen Anhaltspunkt für die Datierung liefern. Guldgubber sind in einigen dänischen Funden mit römischen Solidi und Brakteaten vom D-Typ vergesellschaftet. Das deutet auf den Übergang von der Völkerwanderungs- zur Vendelzeit. Ebenso verhält es sich mit den Blechen von Eketorp, zu denen auch einige Stücke des für die Völkerwanderungszeit typischen goldenen Spiraldrahtes gehörten. Sie stammen aus der unteren Siedlungsschicht, so dass sie mit großer Wahrscheinlichkeit in die Völkerwanderungs- (400–550 n. Chr.) oder in die ältere Vendelzeit zu datieren sind. Die Gräber in Småland und Ulltuna weisen auf die Vendelzeit.

## Material und Ausführung
Die Figürchen befinden sich auf dünnen kleinen, oft viereckigen Blechstückchen. Das Goldblech ist mitunter so dünn, dass man es kaum in der Hand halten kann, ohne es zu beschädigen. Diese Zartheit lässt vermuten, dass ihnen eine spezielle Funktion zukam. Sie waren offenbar nicht dazu bestimmt, allzu oft angefasst zu werden, sonst wären sie kaum bis heute erhalten geblieben.
Manche wurden mittels einer Patrize gefertigt. In diesem Zusammenhang ist ein Bronzeplättchen (10 × 14 mm) aus einer Siedlung bei Vä in Schonen von Interesse, das das Reliefbild einer Frau vom Typ der Goldbleche zeigt. Eventuell handelt es sich um eine Patrize zur Herstellung der Goldblechfiguren.

## Motive
Das sehr detaillierte Motiv ist mit bloßem Auge nur schwer zu erkennen. Drei Hauptmotive können auch schwerpunktmäßig verteilt unterschieden werden: einzelne Menschen (Männer und Frauen), Menschenpaare (oft Mann und Frau) und Tiere. Einige sind mit geritztem Dekor versehen.
Aufgrund jüngerer, vor allem mit dem dänischen Material durchgeführter Untersuchungen können die Figürchen nach Form, Gestik oder Kleidung in verschiedene Gruppen eingeordnet werden: einerseits Götter oder Adlige, andererseits Tänzer oder Ausübende kultischer Aktivitäten. Oft sind die Figürchen mit verschiedenen Attributen abgebildet. So gibt es zum Beispiel Männer, die einen Stab halten, oder Frauen, die ein Trinkhorn reichen. Die männliche Variante ist unter anderem als eine Darstellung des Gottes Thor interpretiert worden.
Ein wiederkehrendes Motiv auf Fünen, das Liebespaar genannt wird, zeigt eine Frau und einen Mann, die sich umarmen. Man hat dies als Fruchtbarkeitsmotiv (Heilige Hochzeit) oder als Abbildung eines Götterpaares interpretiert. Das sich umarmende Paar ist genau dargestellt. Die Frau trägt ein Kleid aus mehreren Lagen verschiedener Stoffe, die von einer großen Fibel zusammengehalten werden. Ihr Haar ist auf vielen Stücken hochgesteckt, ein langer Zopf fällt in ihren Rücken. Der Mann trägt einen knielangen Rock, seine Frisur ist deutlich gezeichnet. Das norwegische Fundmaterial besteht ausschließlich aus Paardarstellungen. Männer sind in Mäntel gehüllt, vorn und hinten hängen Zipfel herab. Derartige Mäntel sind für das 1. Jahrtausend von verschiedenen Darstellungen belegt: auf dem wikingerzeitlichen Runenstein von Jæren in Norwegen in Ritztechnik, auf einem Bildstein derselben Zeit aus Sanda auf Gotland und auf vendelzeitlichen gotländischen Bildsteinen.
Andere Objekte zeigen einzelne Männer oder Frauen. Auf den Goldblechfigürchen, die in der Burg Eketorp auf Öland gefunden wurden, scheint eine ganze Familie abgebildet zu sein. In anderen Fällen ist eine Tänzerin zu erkennen, jedenfalls wird eine besondere Bewegung ausgeführt. Die Beinstellung erinnert an die Figuren auf dem Goldhalskragen von Älleberg, die als Vogeldeuter interpretiert worden sind. Die Goldblechfiguren sind manchmal nackt, zumeist jedoch festlich bekleidet. Die en face dargestellten Frauen der Bleche von Eketorp tragen einen langen Rock, der von einer gemusterten Borte abgeschlossen wird und oft in einer Schleppe endet. Ein Schal liegt über den Schultern. Das Haar wird in einem losen Nackenknoten gesammelt. Die im Profil gesehenen Männer von Eketorp tragen langes Haar und pelzähnliche Kittel, mitunter auch lange Hosen.
Auf der Insel Bornholm wurden auch verschiedene Goldblechfigürchen, die Schweine oder andere Tiere darstellen, entdeckt. In Schweden fehlen bislang solche Tierfiguren.

Guldgubbar
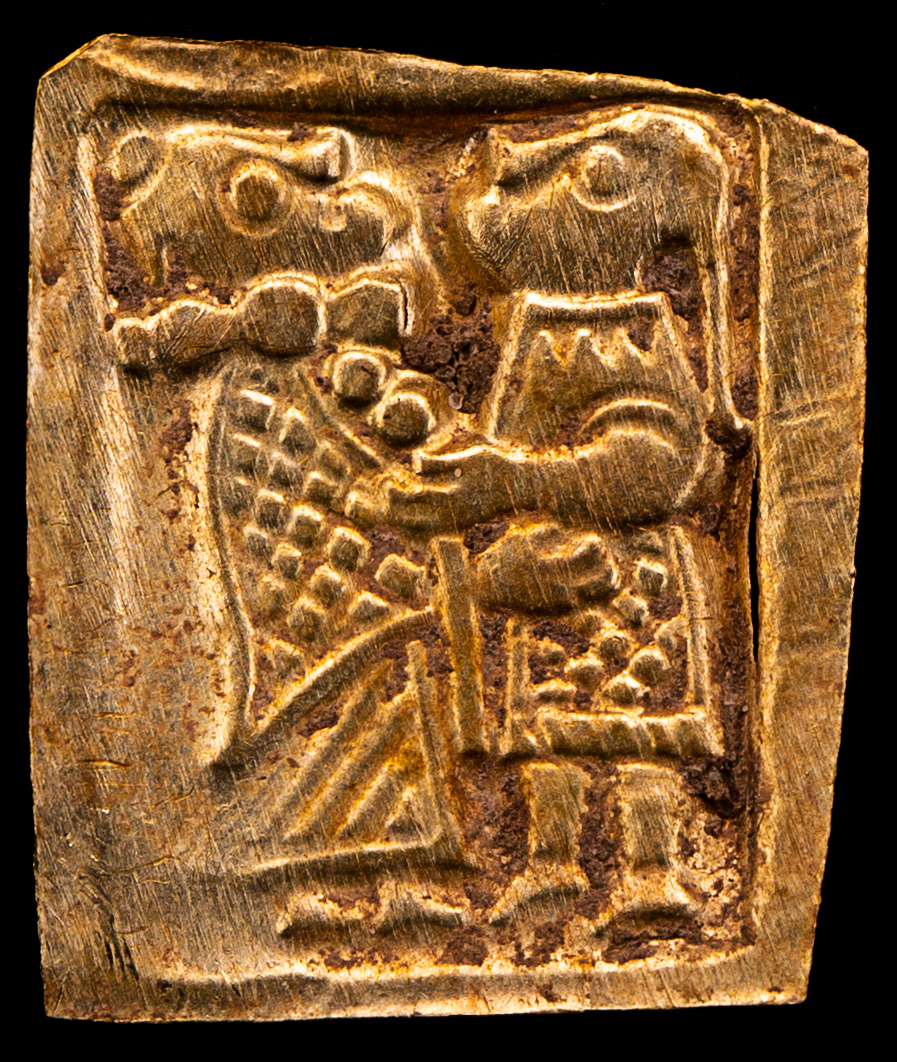
Aska, Hagebyhöga Kirchspiel, Schweden
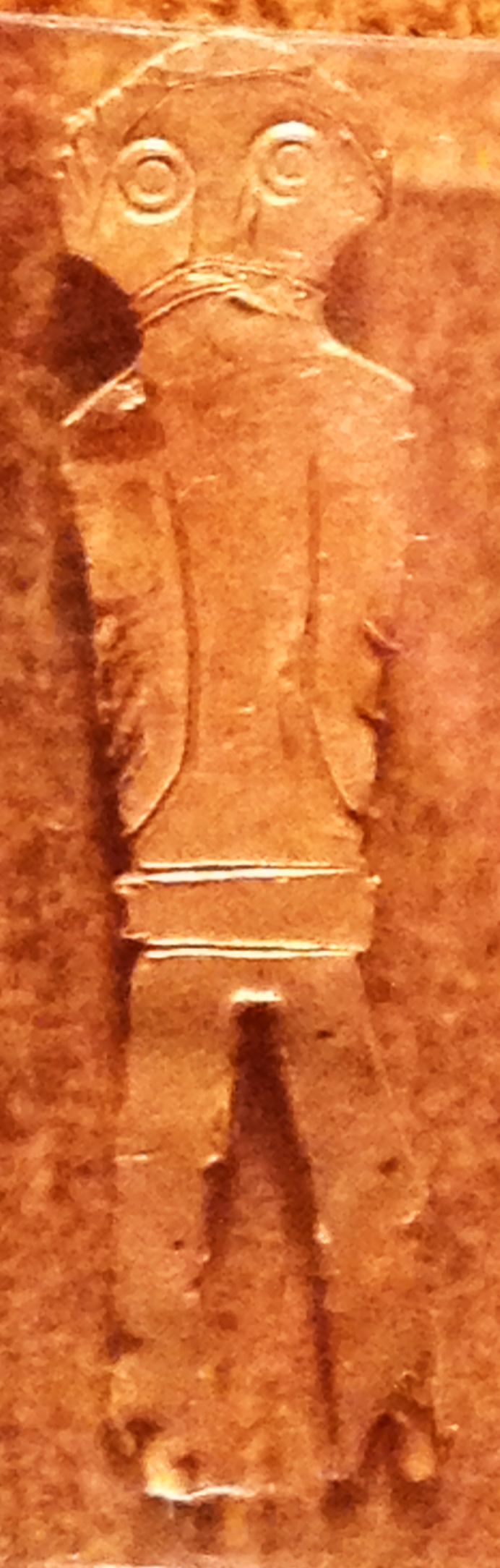
Uppåkra
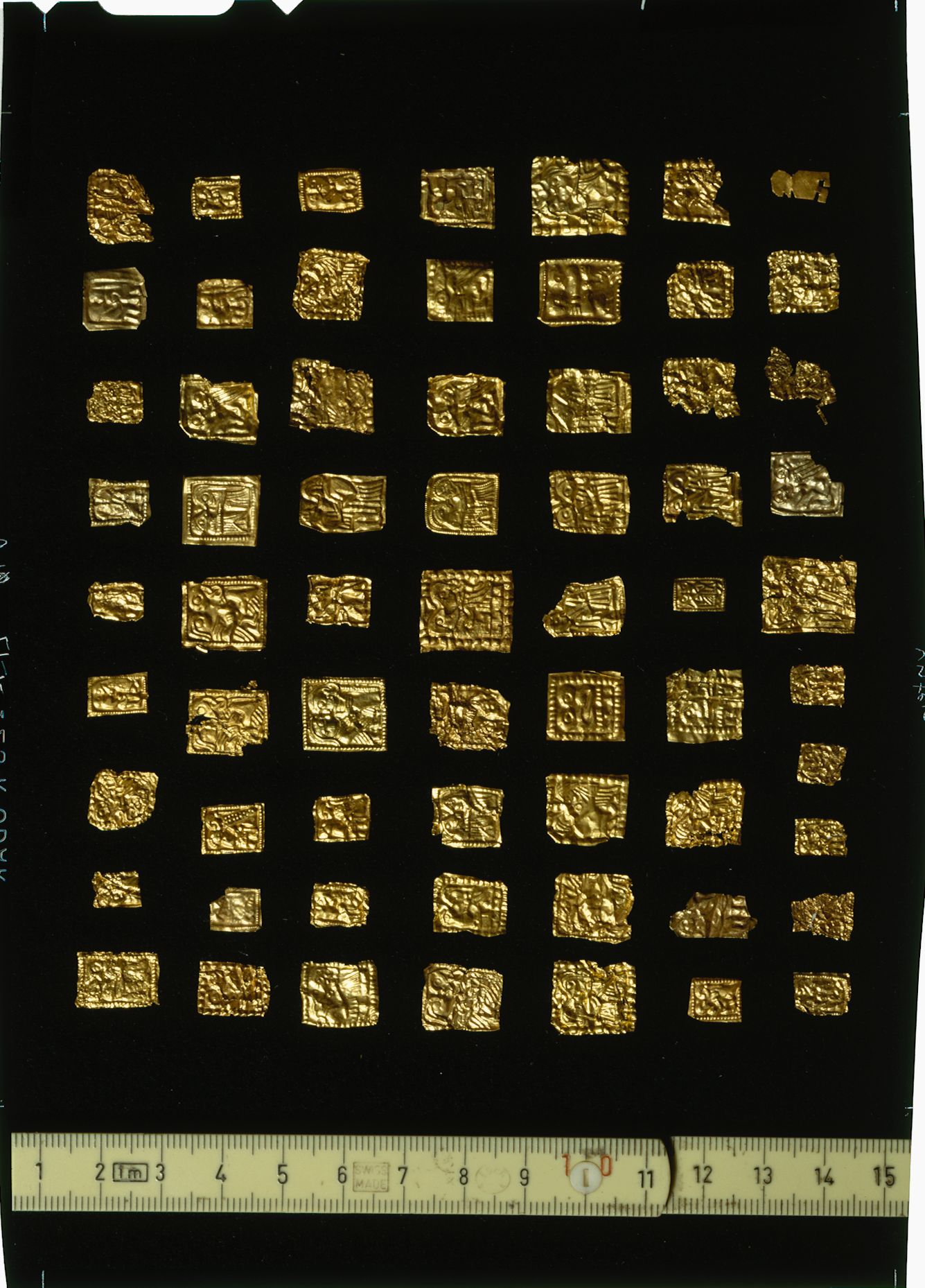
Lundeborg
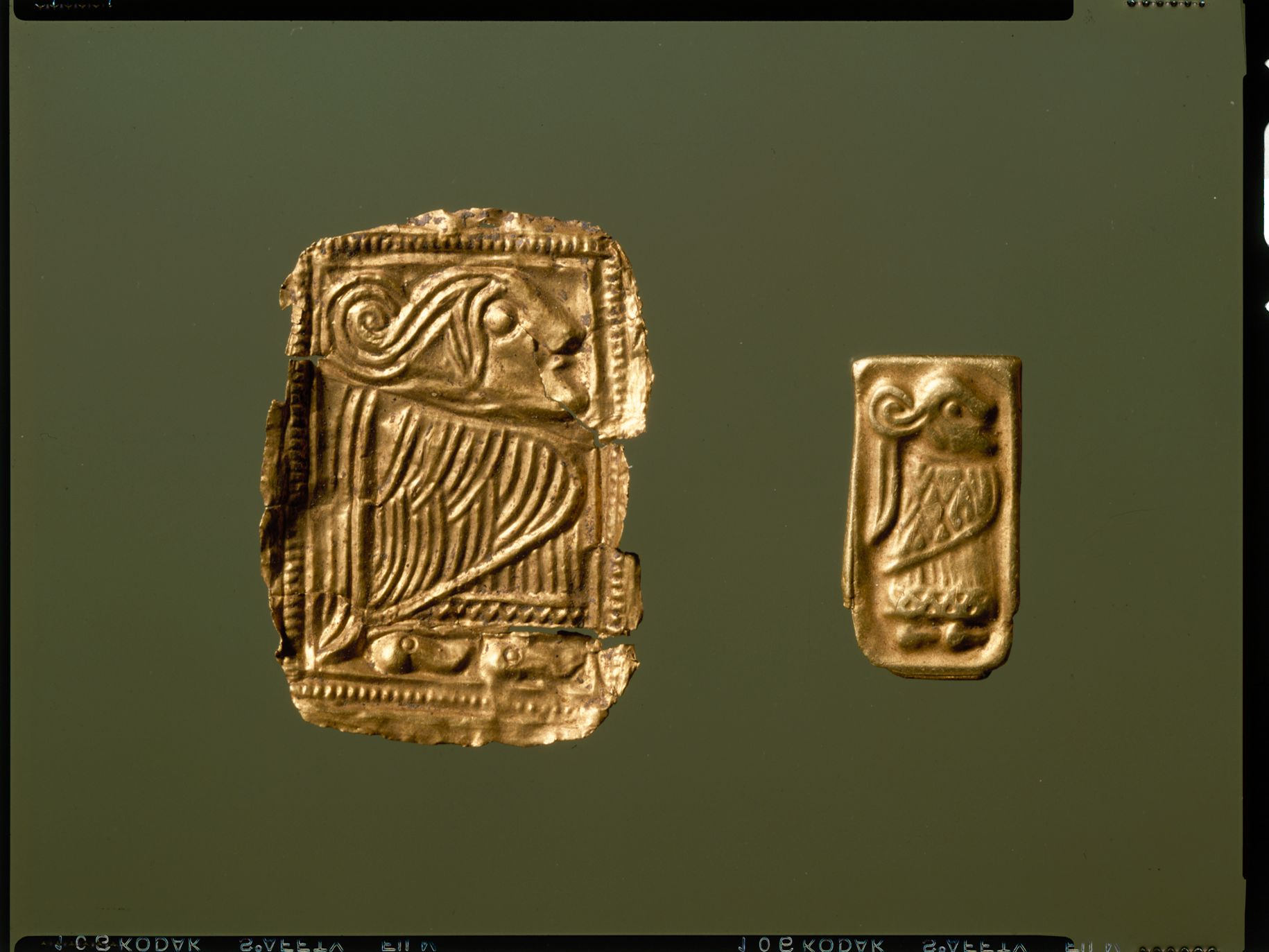
Bornholm
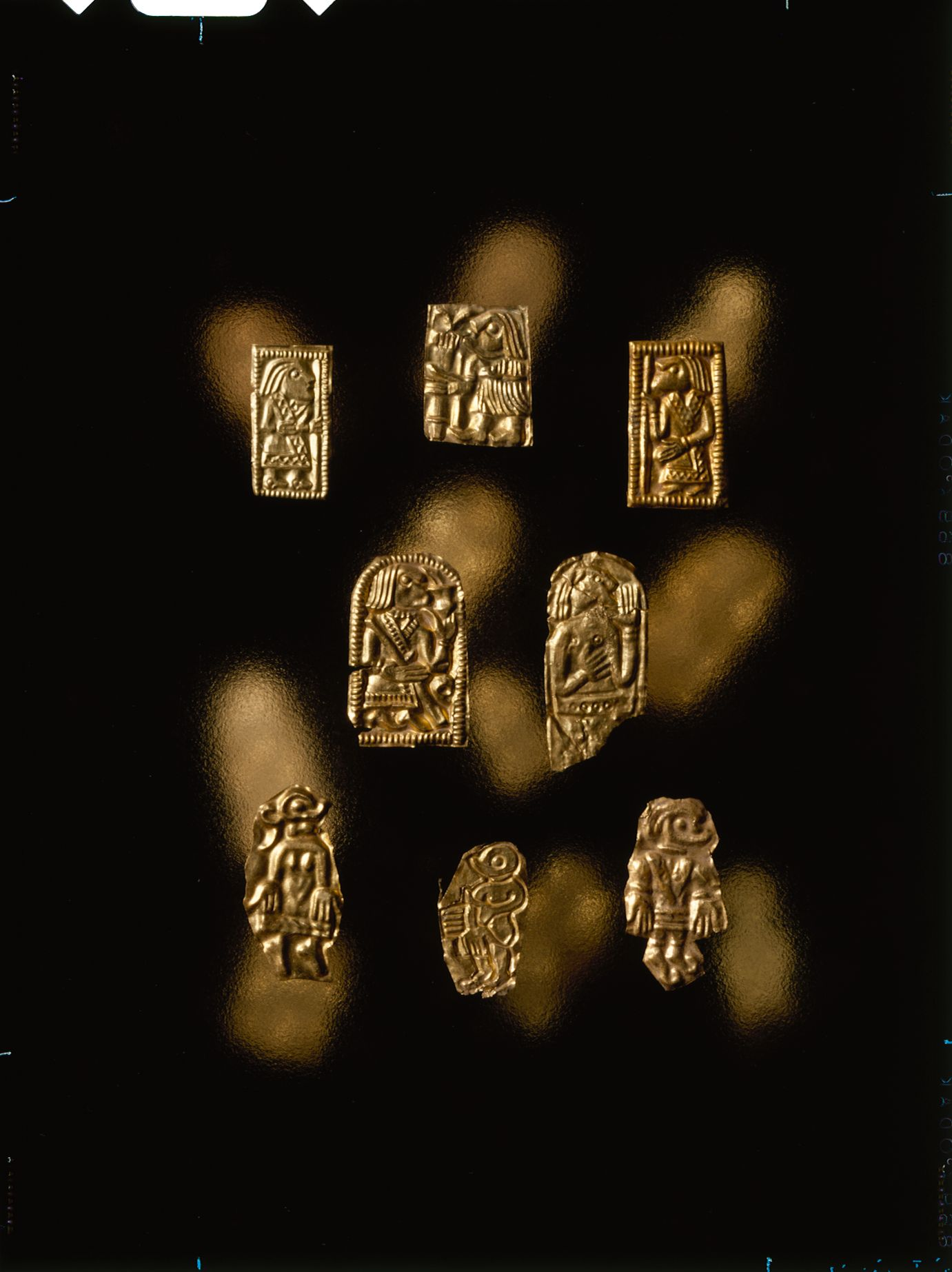
Sorte-Muld

## Deutung
Welchen Zweck die Goldmännchen erfüllten, ist noch ungeklärt. Es könnte sich um Opfergaben handeln oder um Bezahlungsmittel in einem rituellen Zusammenhang. Dafür spricht, dass den Fundorten meistens eine zentrale Herrschafts- und geistliche Bedeutung zugeschrieben wird. Einige Guldgubber stammen aus Schatzfunden, doch die meisten sind Einzel- oder Siedlungsfunde. Nur selten sind sie zum Annähen durchbohrt, einige weisen Ösen auf.